# Parapontophilus
Parapontophilus is een geslacht van kreeftachtigen uit de klasse van de Malacostraca (hogere kreeftachtigen).

## Soorten
- Parapontophilus abyssi (Smith, 1884)
- Parapontophilus caledonicus Komai, 2008
- Parapontophilus cornutus Komai, 2008
- Parapontophilus cyrton Komai, 2008
- Parapontophilus demani (Chace, 1984)
- Parapontophilus difficilis Komai, 2008
- Parapontophilus geminus Komai, 2008
- Parapontophilus gracilis (Smith, 1882)
- Parapontophilus junceus (Spence Bate, 1888)
- Parapontophilus juxta Komai, 2008
- Parapontophilus longirostris Komai, 2008
- Parapontophilus modumanuensis (Rathbun, 1906)
- Parapontophilus occidentalis (Faxon, 1893)
- Parapontophilus profundus (Spence Bate, 1888)
- Parapontophilus psyllus Komai, 2008
- Parapontophilus sibogae Komai, 2008
- Parapontophilus stenorhinus Komai, 2008
- Parapontophilus talismani (Crosnier & Forest, 1973)